# Digital Library for Dutch Literature
Digital Library for Dutch Literature è un sito web (abbreviato in DBNL) sulla lingua e la letteratura olandese. Il sito contiene migliaia di testi letterari, letteratura secondaria e informazioni aggiuntive, come biografie, ritratti e collegamenti ipertestuali. Il DBNL è un'iniziativa della fondazione DBNL creata nel 1999 dalla Maatschappij der Nederlandse Letterkunde.
La realizzazione del sito DNBL è stata resa possibile grazie alle donazioni, tra l'altro, dell'"Organizzazione olandese per la ricerca scientifica" (olandese: Nederlandse Organisatie voor Wetenschappelijk Onderzoek) e Nederlandse Taalunie. Dal 2008 al 2012, l'editore è stato René van Stipriaan. Il lavoro è stato realizzato da otto persone a Leida (dal 2013: a L'Aia), 20 studenti, e 50 persone nelle Filippine che si occupano della scansione dei testi.

## Basic library: 1000 testi chiave
Il DBNL contiene (o lo conterrà nell'immediato futuro), il completo "canone della letteratura olandese" (olandese: "basisbibliotheek"), costituito da 1000 testi chiave sulle culture olandesi e fiamminghe. Il presidente del comitato che ha scelto i pezzi è Paul Schnabel. Tuttavia, alcuni testi classici di letteratura olandese, come il romanzo del 1947 di Gerard Reve, "Le serate" (olandese: "De Avonden" ) e il romanzo del 1966 di Willem Frederik Hermans, "Oltre il sonno" (olandese: Nooit meer slapen) mancano per motivi di copyright.